# 和田製糖
和田製糖株式会社（わだせいとう）は、『ダイヤコック印』ブランドの砂糖を製造販売する製糖会社。

## 事業内容
主に業務用の砂糖・液糖の製造

## 沿革
- 1951年（昭和26年）9月 個人事業として創業
- 1952年（昭和27年）5月 和田糖業株式会社設立
- 1954年（昭和29年）3月 和田製糖株式会社に改称
- 1955年（昭和30年）4月 東邦製糖株式会社を合併
- 1957年（昭和32年）4月 八幡製糖株式会社を合併
- 1981年（昭和56年）4月 株式額面変更の目的で同名の和田製糖株式会社（昭和26年2月設立）に合併